# Womb (film)
Womb è un film del 2010 diretto da Benedek Fliegauf.
È stato presentato in concorso alla 63ª edizione del Festival del film Locarno. In Italia il film è uscito nelle sale il 31 agosto 2012, distribuito da Bolero Film.
La pellicola unisce i tratti del genere drammatico/romantico al tema fantascientifico della clonazione senza ricorrere agli effetti speciali tipici del genere, tanto da essere stato definito un film di «fantascienza filosofica» e un «cloning thriller».
Il film è stato trasmesso in televisione con il titolo Womb - Il grembo di Rebecca.

## Trama
Rebecca e Tommy sono due ragazzi che si piacciono sin da piccoli, ma col tempo si perdono di vista. Un giorno si reincontrano da adulti e il loro amore sboccia nuovamente, ma Tommy muore poco dopo in un incidente. Il dolore di Rebecca è così forte che decide di rivolgersi ad un istituto di replicazione genetica, dove si fa trapiantare nell'utero un clone di Tommy a cui lei darà una nuova vita.

## Produzione
Il budget stimato è di 3 100 000 euro.

### Soggetto
Il regista considera la storia molto vicina al mito di Orfeo e Euridice narrato in Le metamorfosi di Ovidio.
Ha affermato di essere attratto dal tema della determinazione genetica e non dalla clonazione in sé, dicendo: «In generale, direi che la credenza dell'effetto che le caratteristiche ambientali hanno sulle persone sia estremamente esagerata, tanto quanto il potere dei geni è sottovalutato».

### Riprese

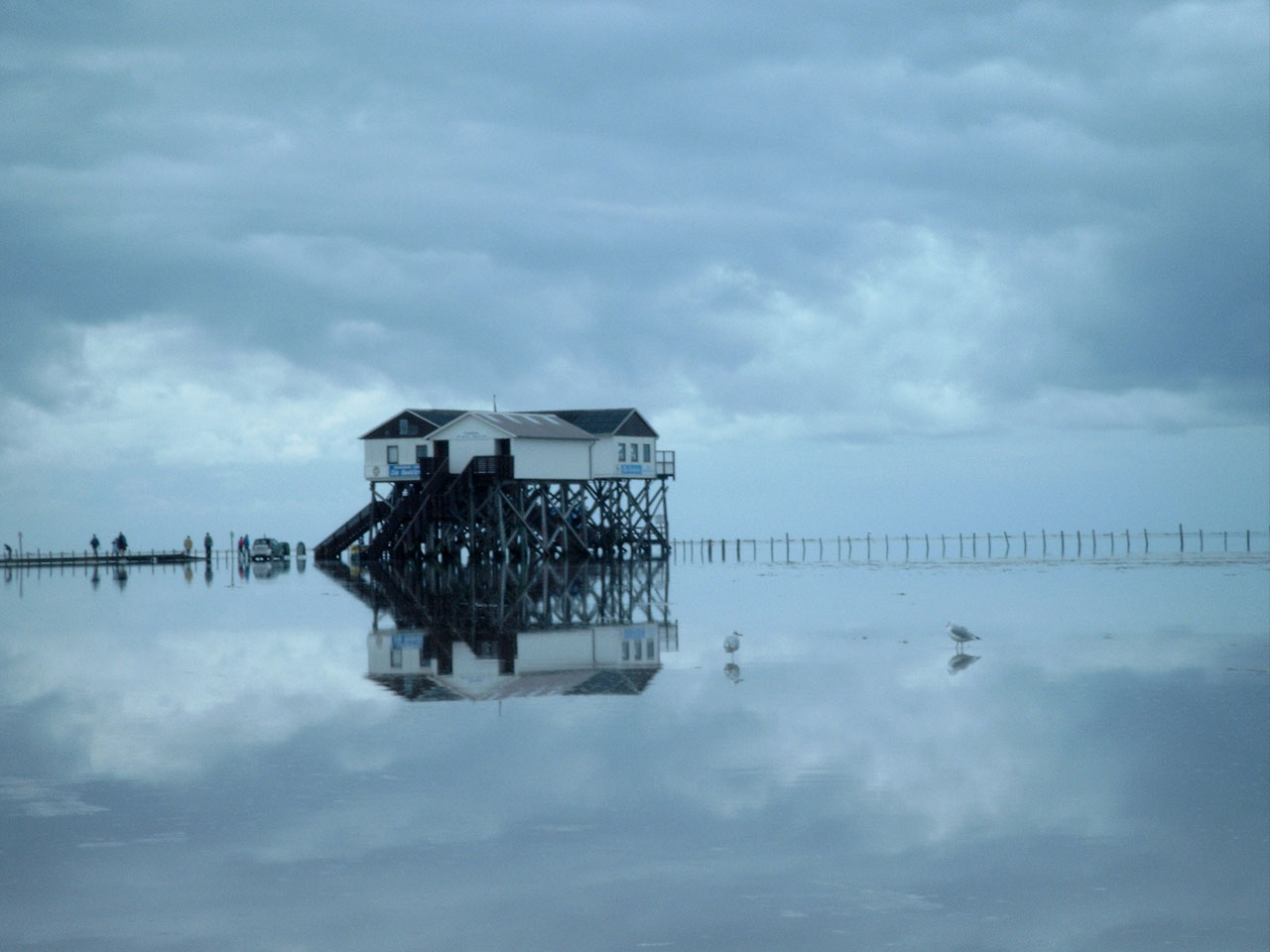
Un'abitazione a palafitta di Sankt Peter-Ording, simile a quella del film.

L'abitazione a palafitta dove si svolgono la maggior parte delle vicende è stata costruita appositamente per il film. Queste scene sono ambientate vicino a Sankt Peter-Ording in Germania, sull'estremità orientale della penisola di Eiderstedt, bagnata dal Mare del Nord. Il regista ha definito la costa «così incredibilmente ampia e piatta da far percepire una sensazione di eternità». Altre scene sono state girate sempre nel territorio della Germania settentrionale, sull'isola Sylt, location considerate dal regista perfette nei mesi invernali per conferire alle scene «la sensazione di galleggiamento che è il nucleo della pellicola».
Complessivamente le riprese sono durate circa due mesi, dal 10 marzo 2009 al 4 maggio dello stesso anno.

## Accoglienza

### Critica
Boyd van Hoeij su Variety afferma: «Nonostante l'argomento insolito, il film del regista ungherese Benedek Fliegauf è molto convenzionale nella regia e nella narrazione, almeno fino alle inquietanti sequenze finali. [Fliegauf] è abile nell'esprimere i temi fondamentali [del film] in una stenografia visuale elegante, più poetica che gelidamente intellettuale».
Eric Kohn su indieWire.com dice: «La performance della Green, incentrata sulla sua espressione continuamente compiaciuta mentre guarda il suo ragazzo che cresce, ha i suoi brividi inquietanti. Ma Fliegauf mette troppa fede nell'uso del silenzio, risultando privo di vigore, piuttosto che un silenzio lirico o di suspense».
Ray Bennett di The Hollywood Reporter scrive «Se il regista e sceneggiatore ungherese, lavorando in inglese, avesse voluto colpire con più coraggio, le risposte a queste domande avrebbero avuto forza e il film sarebbe potuto diventare più che una premessa intrigante e belle immagini».
Marco Grosoli scrive sul sito di Sentieri selvaggi: «L'artificio (pittorico) è solo la nostalgia dello scorrere "naturale" del tempo, così come la clonazione non è che la nostalgia del biologico. L'armonia visiva costantemente cercata da Fliegauf cerca il dipinto, ma trova la danza. È un limite, certo, ma in qualche misura è anche il fascino di questo "Benjamin Button dei poveri"».
Valentina Torlaschi di Best Movie accomuna la pellicola a Non Lasciarmi di Mark Romanek, definendola «fantascienza senza effetti speciali, una sorta di fantascienza filosofica».
Anche Kurt Halfyard nota delle somiglianze con il film di Romanek, scrivendo però di trovare Womb «più ambizioso e impegnato». E aggiunge: «Womb è un meraviglioso e visionario punto di partenza, un film magnificamente bello».
Armando Andria su Schermaglie.it ha definito il film «Del tutto privo di autoironia, fedele alla sua autodefinizione di film d'autore a tutti i costi, Womb va così dritto incontro al suo destino: il ridicolo involontario» nonostante «il talento visivo dell'ungherese Fliegauf [...] trovi un'espressione vivida».

## Promozione
(Tagline)